# Kennedy Marchment
Kennedy Marchment, född 1996 i Courtice i Clarington, Ontario, är en kanadensisk ishockeyspelare.
I juni 2018 skrev Linköping HC Dam under ett ettårigt kontrakt med Marchment. Tidigare hade hon spelat för St. Lawrence Saints i fyra säsonger och under tiden gjort 59 mål och 95 assist på 142 matcher. Under de fem första matcherna i Sverige gjorde hon sju mål och nio poäng.
Hon kommer från en ishockeyfamilj där farbrodern Bryan Marchment är den mest kände spelaren och spelade i NHL mellan 1989 och 2006. Marchment har även en bror och en syster som spelar ishockey i lägre divisioner. Hon är också kusin till Mason Marchment som spelar inom organisationen för Toronto Maple Leafs i NHL.